# Paractinostola faeculenta
Paractinostola faeculenta is een zeeanemonensoort uit de familie Actinostolidae.
Paractinostola faeculenta is voor het eerst wetenschappelijk beschreven door McMurrich in 1893.